# Vuopoja
Vuopoja är en sjö i Finland. Den ligger i kommunen Enare i landskapet Lappland, i den norra delen av landet, 900 km norr om huvudstaden Helsingfors. Arean är 28,9 hektar och strandlinjen är 7,2 kilometer lång. Sjön  ingår i Pasvik älvs huvudavrinningsområde. 